# Флорентійська камерата
Флорентійська камерата (італ. Camerata Fiorentina або італ. Camerata de' Bardi) — об'єднання поетів, музикантів, вчених-гуманістів, аматорів музики, що було створене у 1580 році у Флоренції.
Організаторами цієї співдружності виступили композитор і меценат граф Дж. Барді (з родини Барді), та аматор музики Я. Корсі. Серед учасників флорентійської камерати — поет Оттавіо Рінуччіні, співаки й композитори Джуліо Каччіні, Якопо Пері, Вінченцо Галілей та інші.
Учасники Флорентійської камерати боролися за відродження античної трагедії. Вони протиставили панівній, у XVI столітті, хоральній поліфонії монодію із супроводом, висунувши на перший план гомофонно-гармонічний початок. З Флорентійською камератою пов'язане народження нового жанру — опери («драма на музику» — італ. drama per musica). У Флоренції з'явилися й перші зразки цього жанру (на тексти Рінуччіні): «Дафна» Пері (1592, пост. 1597-98), «Еврідіка» Пері (пост. 1600), «Еврідіка» Каччіні (пост. 1602).